# Microlepta marginata
Microlepta marginata es una especie de insecto coleóptero de la familia Chrysomelidae.
Fue descrita científicamente en 1997 por Mohamedsaid.